# Grupo Enciclopédia Catalã

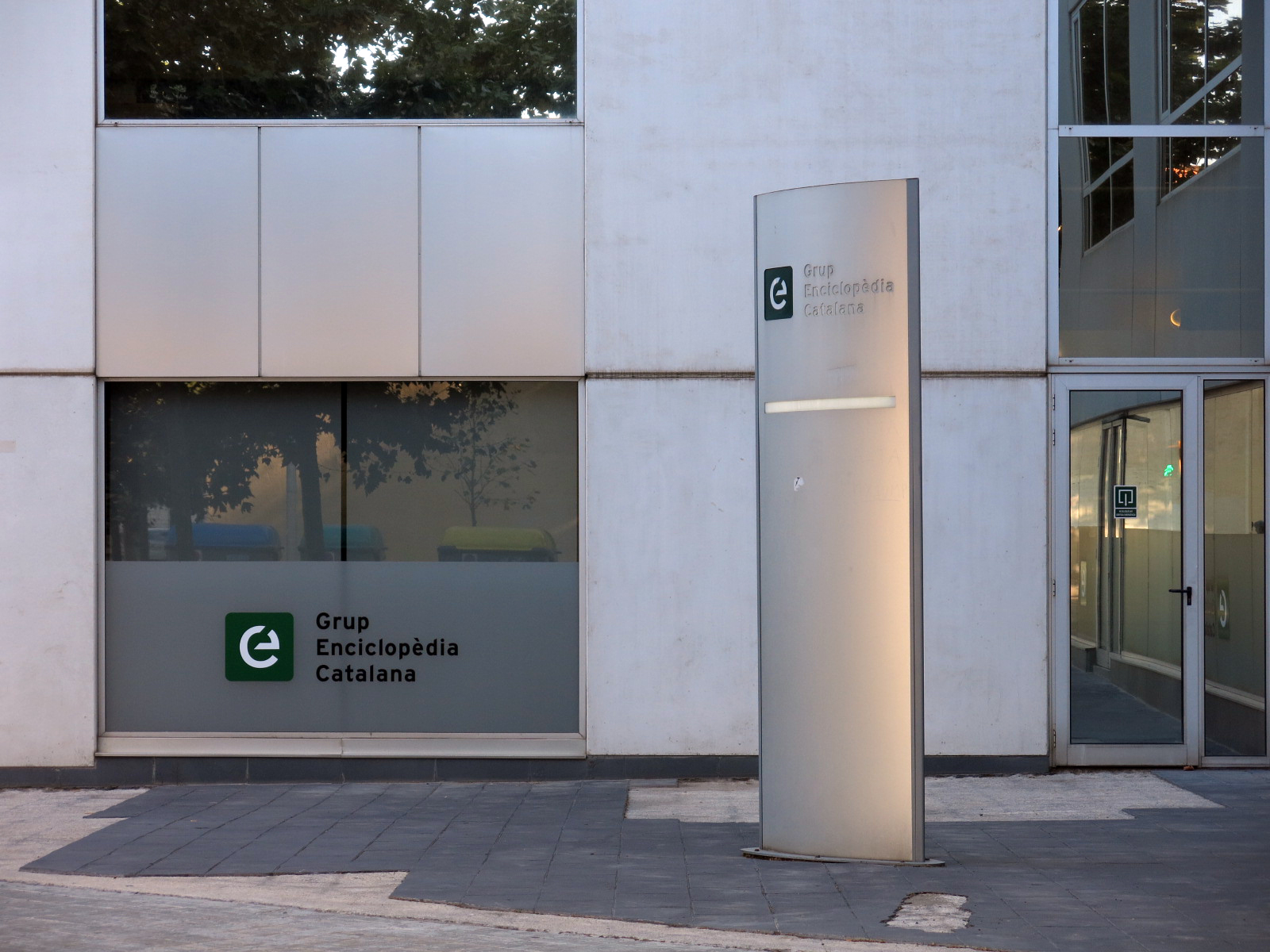
A sede do grupo, à rua Josep Plano núm. 95 de Barceona, ao bairro de Provençals do Poblenou

O Grupo Enciclopédia Catalã (GrEC) (em catalão Grup Enciclopèdia Catlana) é um conglomerado de mídia catalão fundado o 1980 e com sede em Barcelona. É conhecido por ter impulsionado a Grande Enciclopédia Catalã bem como outros produtos de divulgação do conhecimento. Actualmente (2015), Albert Pèlach é o director geral.

## História

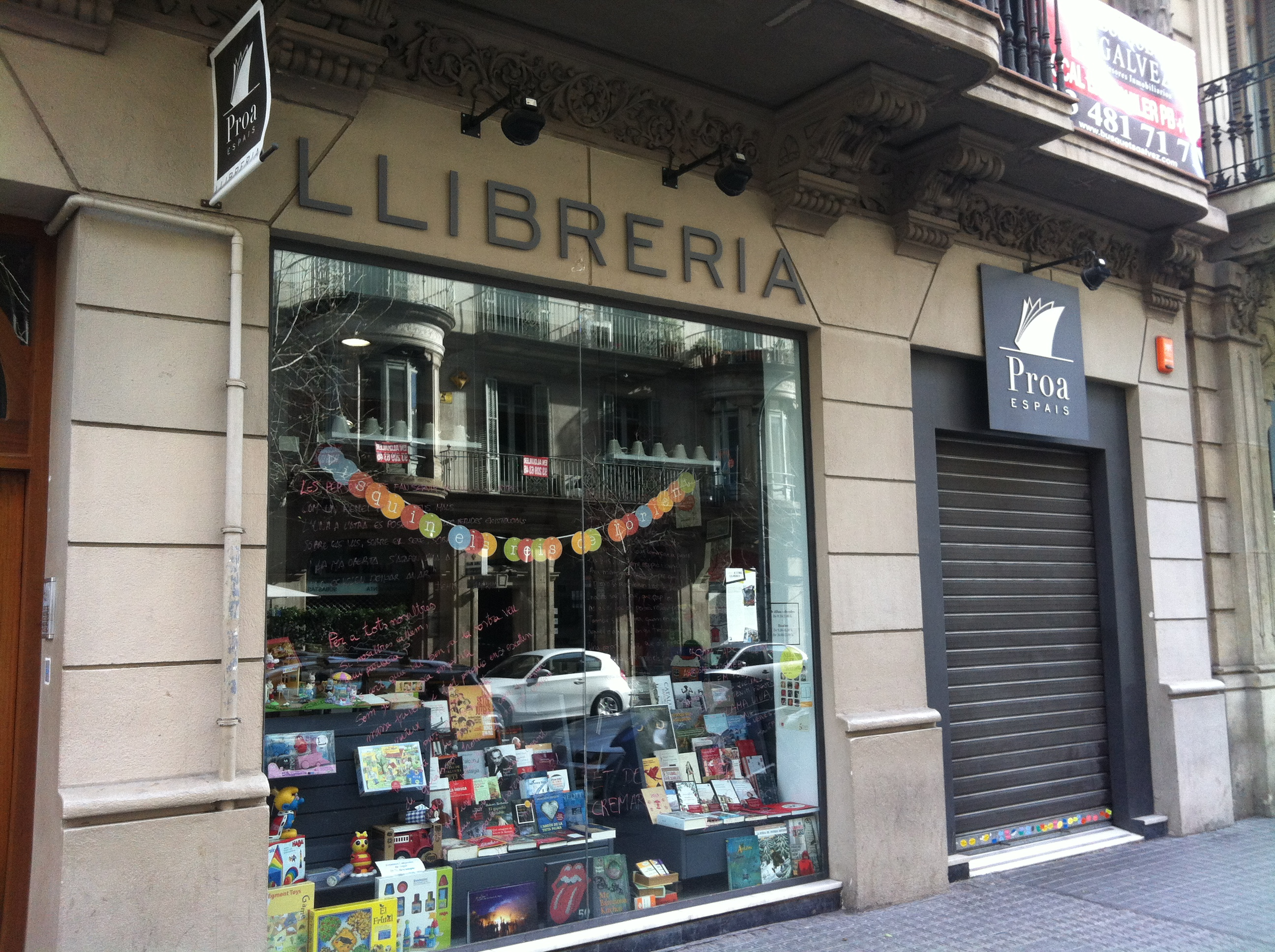
Livraria Proa, fechada em 2013

O Grupo Enciclopédia Catalã fundou-se o 1980 com o objectivo de publicar obras generalistas em catalão, especialmente dicionários e enciclopédias. Um dos seus primeiros produtos foi a edição da Grande Enciclopédia Catalã. O 1982 o Grupo Enciclopédia Catalã publicou o Dicionário da Língua Catalã, que recolhia todo o lèxico da Grande Enciclopédia Catalã e que foi precedente do Grande Dicionário da Língua Catalã.

### Aquisições editoriais
O 1983 adquiriram as Edições Proa, graças a uma doação de Joan B.Cendrós. Durante a década dos anos 90 impulsionaram esta editora e também adquiriram a editora A Galera (1992), especializada em literatura infantil e juvenil e desde onde posteriormente atirariam uma linha de livros de texto. Cinco anos depois comprariam também a editora Pòrtic, especializada em não ficção.
O 1998, publicaram a primeira enciclopédia em catalão à rede, com o nome de hiperenciclopèdia.
A princípios do século XXI, começaram uma nova linha de negócio, publicando revistas como Espaços mediterranis (2000-02), promovendo o nascimento de revistas especializadas, como Sàpiens ou Nat.  O grupo também realizou produções audiovisuais, com séries como Rovelló ou O zoo de em Pitus.

### Grupo 62
O 2007 Proa e Pòrtic passaram a fazer parte do Grupo 62, naquele momento participado a partes iguais pela Editora Planeta, A Caixa e o Grupo Enciclopédia Catalã. O 2008 A GrEC adquiriu a secção de Grandes Obras do Grupo 62.
O Grupo teve umas perdas de 500.000 euros em 2012, com uma facturação de 22 milhões de euros. Em 2013, este grupo anunciou uma redução de postos de trabalho de 25%, afectando a uma trintena de pessoas, bem como o fechamento da Livraria Proa, um espaço comercial adjudicado ao l'Eixample de Barcelona.
O GrEC progressivamente foi reduzindo a sua participação no Grupo 62, assim, em 2013 Planeta aconteceria accionista maioritário e GrEC teria umas 34% das acções, quota que rebaixaria até 21% em 2015.

### Digitalização
Desde 2010, o Grupo Enciclopédia Catalã anuncia um projecto de digitalização do seu fundo com a vontade de oferecê-lo através de um modelo freemium, de modo que uma parte do fundo seria de livre acesso enquanto que outra parte só seria consultável em regime de assinatura. Uma primeira fase deste projecto incluiria as obras: Grande Dicionário da Língua Catalã, dicionários bilingues Catalão-Castelhano/Castelhano-Catalão, Catalão-Inglês/Inglês-Catalão, Catalão-Francês/Francês-Catalão; Dicionário de sinônimos; Grande Enciclopédia Catalã; Enciclopédia do desporto catalão; Dicionário da literatura catalã; Grande Enciclopédia da Música; Anuaris 2010, 2011, 2012 e 2013; Enciclopèdia Temática Proa; Cataluña Românica; A arte gótica em Catalunha; Jóias do Modernismo catalão; História Natural dos Países Catalãos; Tradicionari; História, Política, Sociedade e Cultura dos Países Catalãos, e Superenciclopédia, entre outros.
Em dezembro de 2015 celebraram os seus 50 anos, num acto ao Palácio da Música onde assistiu o Presidente da Generalitat em funções, Artur Mas, e de outros representantes destacados do mundo político e a sociedade civil. Naqueles momentos o grupo facturava uns 20 milhões de euros anuais, onde as enciclopédias e dicionários representam uma terceira parte, outra os livros de texto e a terceira parte final pelas edições de livraria. anunciou-se que Iolanda Batallé, editora da Galera, criará dois novos selos de ficção o 2016: Catedral e Rata.

## Empresas
- Enciclopèdia Catalão S.A.
- Geoestel S.A.
- Edições Proa, S.A.
- Mina,[9]
- DIGEC, S.A
- Vernal Media
- Dicionários do Enciclopédia
- Interacção Editorial S.L.
- A Galera S.A. Editorial
- Ensino Aberto. S.A.
- Editorial Pòrtic
- Guias Locais de Cataluña, S.L
- Texto A Galera
- Catalã de Marketing Telefónico, SL
- Enciclopèdia Catalã Revistas e Col·leccionables, SL (ECRIC)[10]

## Produtos destacados
- Grande Enciclopédia Catalã
- Grande Dicionário da Língua Catalã
- História Natural dos Países Catalãos
- Catalunha Românica
- Dicionário Grego-Catalão. De Homer ao século II dC

## Seus
O Grupo ocupou 2 seus históricas. A Casa Garriga Nogués (1983-2004) e a sede actual ao 22@.

### Casa Garriga Nogués

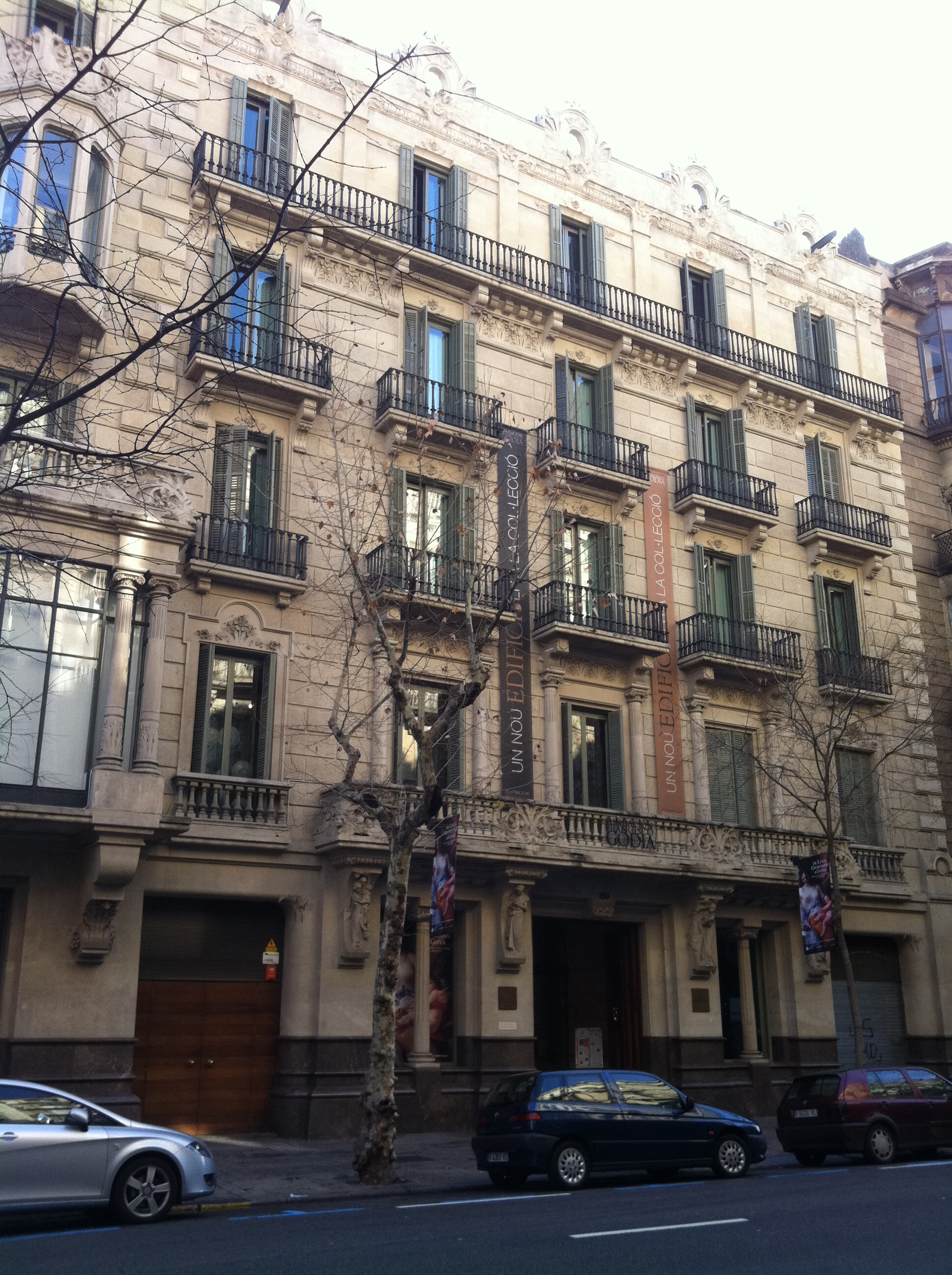
Casa Garriga Nogués, anterior sede do Grupo e actual sede da Fundação Godia.

A casa Garriga Nogués é um edifício eclectica de 1899-1901 obra de Enric Sagnier sobre ordem do financeiro Rupert Garriga Nogués, situada na rua da Diputació 250 de Barcelona, dentro do Quadrat de ouro.
Trata-se de uma casa de renda típica das construções exemplares de mudança de século, isto é, com a planta baixa dedicada a locais comerciais, o andar principal para o proprietário com acesso desde uma escada privada e comum e o resto de andares para alugar, com acesso desde uma escada de vizinhos independente. Entre 1983 e 2004 o grupo tinha os seus escritórios à Casa Garriga Nogués. A família Garriga Nogués residiu ao andar principal até 1936, que tinha um acesso privado através de uma majestosa entrada de mármore ao centro do edifício, criando um pátio interior coberto por um magnífico vitral de Antoni Rigalt.
Depois da guerra foi ocupado pelo colégio religioso Sagrados Corazones de Jesús y de María e, entre 1983 e 2004, foi a sede de Enciclopédia Catalã. Foi reformado o 1987 por Jordi Bonet e Armengol, e o 2007 por Jordi Garcés, para acolher um hotel e ser a nova sede do Museu Fundação Francisco Gòdia, anteriormente situada na rua Valência num edifício adaptado também por Jordi Garcés.

### 22@
O 2003 o grupo vendeu o edifício à Fundação Godia por 22,6 milhões de euros ao Grupo Godia, com o objectivo de instalar a sede da Fundação Godia. O GrEC transladou-se o 2005 ao bairro barceloni conhecido como 22@. A sede do 22@ consta de 3.500 m² num edifício sediado na esquina da rua Josep Plano com a rua Venezuela, que a Fundação Enciclopédia Catalã comprou a Necso Entrecanales Cubiertas, SA, por 10 milhões de euros. Com os benefícios da mudança de sede puderam fazer uma ampliação de capital e reduzir dívida. Naquele tempo a facturação anual (2003) foi de 50 milhões de euros. Também pôde unificar a sede das diversas empresas, anteriormente dispersadas em 8 espaços da cidade sede.